# Люлин (вилна зона)
Вилна зона „Люлин“ е малък квартал на град София, България, разположен в район „Овча купел“, на 11,3 километра югозападно от центъра на града.
Намира се северозападно от шосето София – Перник и граничи с вилна зона „Черния кос“ на югоизток, а в другите посоки е ограден от невключени в квартали части на планината Люлин.